# Heiner Klose
Heiner Klose (* 31. Oktober 1937; † 5. Mai 2004) war ein deutscher Fußballspieler. Der Stürmer war von 1961 bis 1969 in der Fußball-Oberliga Nord, Fußball-Regionalliga Nord und der Fußball-Bundesliga bei den Vereinen VfV Hildesheim, Hannover 96 und Göttingen 05 aktiv.

## Karriere
Klose war bis 1961 beim VfR Osterode aktiv. Mit den Rot-Weißen vom Jahnstadion hatte er in der Saison 1960/61 in der Amateurliga 5 den dritten Platz belegt. Zur Saison 1961/62 wechselte er zum VfV Hildesheim in die damals erstklassige Fußball-Oberliga Nord. Der Verein für Volkssport hatte in der Vorsaison mit 48:52 Toren den achten Rang belegt. Der Angreifer aus Osterode debütierte sogleich am ersten Spieltag, den 6. August 1961, bei einem 3:1-Auswärtserfolg bei Concordia Hamburg. Als Mittelstürmer erzielte er zwei Tore. Am siebten Spieltag, den 17. September 1961, steuerte er zum 7:1-Heimerfolg gegen Bremerhaven 93 drei Treffer bei und „Fräulein Hilde“ belegte mit 13:1 Punkten den zweiten Rang. Zum Höhepunkt der Saison wurde aber am 5. November 1961 der 3:0-Heimerfolg gegen den Nordserienmeister Hamburger SV. Vor der Rekordkulisse von 26.000 Zuschauern im Friedrich-Ebert-Stadion setzte sich Klose im WM-System als Mittelstürmer zumeist mit Stopper Lothar Kröpelin und den beiden HSV-Seitenläufern Jochenfritz Meinke und Dieter Seeler auseinander. Mit 29:1 Punkten spielten Klose und Kollegen eine überragende Serie in den Heimspielen und belegten am Rundenende mit 77:40 Toren hinter dem HSV und Werder Bremen den dritten Rang. Klose hatte alle 30 Rundenspiele absolviert und 20 Treffer erzielt. Zu dem für Hildesheim herausragenden guten Rang trugen neben Klose auch die Mitspieler Werner Gerstle (Torhüter), die Vereinslegende Leo Zimmermann und die beiden Halbstürmer Manfred Hufgard und Dieter Thun bei. Nach dem letzten Jahr der alten erstklassigen Oberligaära, 1962/63, standen für den vielseitig einsetzbaren Stürmer 59 Ligaspiele mit 27 Toren zu Buche.
Ein Höhepunkt für Klose war der Amerikaaufenthalt mit der Norddeutschen Auswahl (NFV) im Mai 1962 mit Spielen in New York, St. Louis, Chicago und Philadelphia. Von Hildesheim waren noch die Kollegen Gerstle, Träger und Claus Winkelmann, von Eintracht Braunschweig die Spieler Hennes Jäcker, Joachim Bäse, Walter Schmidt und Jürgen Moll, vom FC St. Pauli die Akteure Rolf Gieseler, Ingo Porges, Peter Osterhoff und Uwe Witt, von Kiel die zwei Stürmer Manfred Greif und Gerd Koll, sowie Hannes Altenkirch vom VfL Osnabrück und Günter Meß vom VfR Neumünster dabei.
Mit dem VfV spielte Klose 1963/64 nach Einführung der Bundesliga noch ein Jahr in der Regionalliga Nord. Er absolvierte unter Trainer Heinz Hempel 33 Spiele und erzielte elf Tore. Zur Saison 1964/65 bekam er beim Bundesligaaufsteiger Hannover 96 einen Vertrag und wechselte zu den „Roten“. Er debütierte am 24. Oktober 1964 beim 1:0-Heimerfolg gegen den FC Schalke 04 in der Fußball-Bundesliga. Am letzten Spieltag der Runde, den 15. Mai 1965, erzielte er beim 3:1-Heimerfolg gegen Hertha BSC ein Tor. Trainer Helmut Kronsbein hatte in der Angriffsspitze an den Konkurrenten Jürgen Bandura, Walter Rodekamp und Fred Heiser festgehalten und Klose war nur zu drei Einsätzen mit einem Treffer gekommen. Im zweiten Jahr in Hannover kam mit Hans Siemensmeyer ein torgefährlicher Mittelfeldspieler (30-15) hinzu und Klose erzielte in sechs weiteren Einsätzen wiederum ein Tor. Am Schlusstag der Runde, den 28. Mai 1966, beim 2:2-Auswärtsremis gegen den MSV Duisburg, lief er letztmals für die Sechsundneunziger auf. Der Angriff war mit Klose, Werner Gräber, Rodekamp, Siemensmeyer und Fred Hoff besetzt gewesen. Am 10. November 1965 hatte Klose beim 5:0-Heimerfolg gegen den FC Porto im Messepokal für Hannover gestürmt.
Zur Saison 1966/67 schloss er sich mit Vereinskollege Fred Hoff Göttingen 05 in der Regionalliga Nord an. Bei den Schwarz-Gelben aus der Leinestadt in Südniedersachsen erlebte er nochmals ein Karrierehoch. Mit den Nullfünfern erreichte er 1967 und 1968 zweimal die Vizemeisterschaft im Norden und damit den Einzug in die Bundesligaaufstiegsrunde. Unter Trainer Fritz Rebell und Mitspielern wie Peter Klepatz, Reinhard Roder, Dietmar Mürdter, Fred Englert, Peter Woldmann und Horst-Dieter Berking absolvierte Klose von 1966 bis 1969 bei Göttingen in der Regionalliga Nord 71 Ligaspiele und erzielte 21 Tore. In den zwei Aufstiegsrunden 1967 und 1968 kamen noch weitere 16 Spiele mit vier Toren hinzu. Im Sommer 1969 beendete er seine höherklassige Laufbahn.